# Serguéi Buturlín
Serguéi Aleksándrovich Buturlín (del ruso: Серге́й Алекса́ндрович Бутурли́н); Montreux, Suiza, 22 de septiembre de 1872 – Moscú, URSS, 22 de enero de 1938) fue un ornitólogo ruso.
Descendiente de una de las familias de la nobleza rusa de mayor antigüedad, Buturlín pasó la mayor parte de su vida en Rusia. Asistió a la escuela en Simbirsk —actual Uliánovsk— y posteriormente estudió jurisprudencia en San Petersburgo, pero su interés por la zoología era tan fuerte que empleó la mayor parte de su carrera recolectando ejemplares por toda Rusia y describiendo sus observaciones. Hasta el año 1892 trabajó en la región del Volga, a continuación en la zona báltica, de 1900 a 1902 en las islas árticas de Kolgúyev y Nueva Zembla, entre 1904 y 1906 participó en una expedición al río Kolymá, en Siberia, en 1909 visitó el macizo de Altái y finalmente en 1925 realizó una última expedición a la península de Chukotka.
Como resultado de sus viajes y su trabajo de observación, publicó muchas obras importantes sobre la taxonomía y la distribución de las aves paleoárticas: 
- Las aves de la isla Kolgúyev y Nueva Zembla y la parte baja del Darna (1901)
- Aves del Gobierno de Simbirsk (1906)
- Aves del distrito del Yeniséi (1911, con Arkadi Yákovlevich Tugárinov (1880–1948))
- Una serie de manuscritos sobre las aves del lejano oriente (1909–1917)
- Resumen completo de las aves de la URSS, en tres volúmenes
- Un artículo sobre su descubrimiento de la zona de anidada de Rhodostethia rosea en el noreste de Siberia.

En 1918 se unió al museo zoológico de la Universidad de Moscú y en 1924 donó su colección de aves paleoárticas. Asimismo, en 1906 se había convertido en miembro extranjero de la British Ornithologists' Union, la Unión Ornitológica Británica; y en 1907 había pasado a ser miembro correspondiente de la Unión de Ornitólogos Americanos. Buturlín fue un pionero en Rusia en el estudio de la diversidad de especies y describió más de doscientas nuevas especies de aves. 

## Obras
- Кулики Российской Империи. Дружинина, Tula 1902.
- On the breeding-habits of the rosy gull and the pectoral sandpiper. Londres 1907.
- Систематические заметки о птицах Северного Кавказа. Machatschkala 1929.
- Определитель промысловых птиц. Советская Азия, Moscú 1933.
- Полный определитель птиц СССР. КИОЦ, Moscú 1934–1941.
- Что и как наблюдать в жизни птиц. 1934.
- Трубконозые птицы. КИОЦ, Moscú 1936.
- Дробовое ружье. 1937.
- Птицы. Moscú 1940.

## Taxones

### Taxones descritos[citarequerida]
- Phasianus colchicus bianchii Buturlin, 1904
- Phasianus colchicus karpowi Buturlin, 1904
- Phasianus colchicus kiangsuensis Buturlin, 1904
- Phasianus colchicus zarudnyi Buturlin, 1904
- Sturnus vulgaris tauricus Buturlin, 1904
- Bubo bubo ruthenus Buturlin & Zhitkov, 1906
- Carduelis carduelis volgensis Buturlin, 1906
- Dendrocopos major tenuirostris Buturlin, 1906
- Lanius collurio kobylini (Buturlin, 1906)
- Passer montanus transcaucasicus Buturlin, 1906
- Perdix perdix canescens Buturlin, 1906
- Sitta tephronota dresseri Zarudny & Buturlin, 1906
- Aegolius funereus magnus (Buturlin, 1907)
- Aegolius funereus caucasicus (Buturlin, 1907)
- Certhia familiaris caucasica Buturlin, 1907
- Erithacus rubecula caucasicus Buturlin, 1907
- Picoides tridactylus tianschanicus Buturlin, 1907
- Sitta arctica Buturlin, 1907
- Strix uralensis nikolskii (Buturlin, 1907)
- Tetrao urogallus volgensis Buturlin, 1907
- Bubo bubo jakutensis Buturlin, 1908
- Coccothraustes coccothraustes nigricans Buturlin, 1908
- Columba oenas yarkandensis Buturlin, 1908
- Columba rupestris turkestanica Buturlin, 1908
- Dendrocopos minor amurensis (Buturlin, 1908)
- Dendrocopos minor colchicus (Buturlin, 1908)
- Dendrocopos leucotos fohkiensis (Buturlin, 1908)
- Dryocopus martius khamensis Buturlin, 1908
- Phasianus colchicus sohokhotensis Buturlin, 1908
- Aegolius funereus sibiricus (Buturlin, 1910)
- Dendrocopos syriacus transcaucasicus Buturlin, 1910
- Emberiza schoeniclus parvirostris Buturlin, 1910
- Haematopus ostralegus longipes Buturlin, 1910
- Otus semitorques ussuriensis (Buturlin, 1910)
- Pericrocotus speciosus fohkiensis Buturlin, 1910
- Bubo bubo yenisseensis Buturlin, 1911
- Cyanistes cyanus yenisseensis (Buturlin, 1911)
- Parus major ferghanensis Buturlin, 1912
- Corvus macrorhynchos mandshuricus Buturlin, 1913
- Carpodacus sibiricus ussuriensis (Buturlin, 1915)
- Perisoreus infaustus maritimus Buturlin, 1915
- Pinicola enucleator sakhalinensis Buturlin, 1915
- Strix uralensis yenisseensis Buturlin, 1915
- Perisoreus infaustus ruthenus Buturlin, 1916
- Perisoreus infaustus yakutensis Buturlin, 1916
- Sitta tephronota iranica (Buturlin, 1916)
- Tetrastes bonasia kolymensis Buturlin, 1916
- Tetrastes bonasia sibiricus Buturlin, 1916
- Tetrao urogallus kureikensis Buturlin, 1927
- Bubo bubo tarimensis Buturlin, 1928
- Locustella naevia obscurior Buturlin, 1929
- Poecile palustris kabardensis (Buturlin, 1929)
- Turdus philomelos nataliae Buturlin, 1929
- Calidris alpina centralis (Buturlin, 1932)
- Anser serrirostris rossicus Buturlin, 1933
- Larus armenicus Buturlin, 1934
- Tringa totanus ussuriensis Buturlin, 1934

### Taxones dedicados
- Emberiza calandra buturlini (H.E. Johansen, 1907)
- Regulus regulus buturlini (Loudon, 1911)
- Dendrocopos minor buturlini (Hartert, 1912)
- Haematopus ostralegus buturlini (Deméntiev, 1941)